# Rodoniscus anophthalmus
Rodoniscus anophthalmus là một loài chân đều trong họ Bathytropidae. Loài này được Arcangeli miêu tả khoa học năm 1935.